# Comuna Skaleva, Novoarhanhelsk
Skaleva (în ucraineană Скалева) este o comună în raionul Novoarhanhelsk, regiunea Kirovohrad, Ucraina, formată din satele Holubenka și Skaleva (reședința).

## Demografie
Componența lingvistică a comunei Skaleva
     Ucraineană (97,72%)
     Rusă (1,42%)
     Alte limbi (0,85%)
Conform recensământului din 2001, majoritatea populației comunei Skaleva era vorbitoare de ucraineană (97,72%), existând în minoritate și vorbitori de rusă (1,42%).